# ザントフォールト
ザントフォールト (オランダ語: Zandvoort、 uitspraak) は、オランダの北ホラント州の市 (ヘメーンテ)。人口は17,469人(2024年11月22日)、面積33.82km²。主要産業は観光業で、リゾート地であるほか、フォーミュラ1世界選手権（F1）のオランダグランプリの開催サーキットであるザントフォールト・サーキットがあることでも知られる。

## 歴史

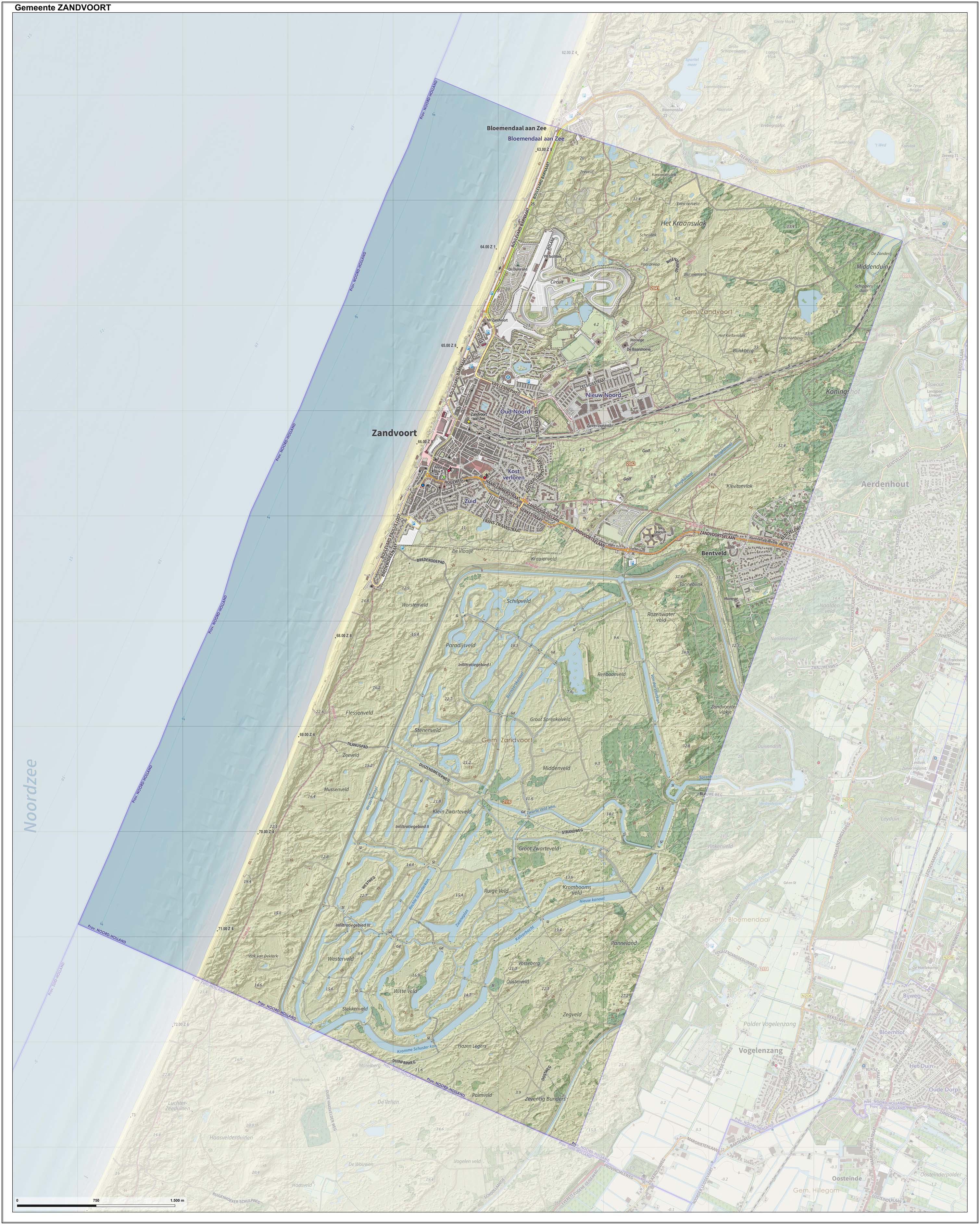
地形図

ザントフォールトの地名は砂 (zand) と洗い越し(voorde) の組み合わせである。
ザントフォールトは1100年にはすでに知られており、Sandevoerdeと表記されていた。1722年まで、ブレデローデという領主の支配下であった。何世紀にもわたって、村は漁業で生計を立てていたが、イギリスの影響で海辺のリゾート地に変貌した。
1881年、ザントフォールト～ハールレムの路線が開通。その後世界で2番目の電気路面電車の路線が開通したが、すぐにより信頼性の高い馬車鉄道に改造された。
週に一度、バーゼルから国際列車が到着し、多くの富裕層を乗せて運行した。その中にはオーストリア皇后エリーザベトがおり、彼女の訪問を記念して、2004年に胸像が作られた。
既存の駅が古い村から離れていたため、1889年にザントフォールト・ドルプ駅が開業、1908年には馬車鉄道が廃止。1935年には電化された。
その路線は廃止され、バスに置き換わったが、鉄道の開通により多くの観光客がこの地を訪れた。その反面、外国人の割合が増加し、ザントフォールト方言や文化は徐々に衰退していった。

### 世界大戦とその後
1930年代、ザントフォールトはオランダで最もオランダ国民社会主義運動 (NSB) の支持者の割合が高かった。第二次世界大戦でドイツ軍の侵略により被害を受け、1942年5月23日にはビーチへのアクセスが禁止された。海岸に近いすべての建物は、大西洋の壁の建設のために取り壊された。この地域にはまだ数十の掩体壕の跡が存在する。 1948年、戦時中に取り壊された家屋の瓦礫などが使われザントフォールト・サーキットが建設された。1952年からF1レースのオランダグランプリがここで開催されたが、騒音により1985年を最後に開催されなくなった。しかし、2020年に35年ぶりの開催を発表。新型コロナウイルスの流行により延期されたが、2021年オランダグランプリが開催された。

## スポーツ
前述のように、ザントフォールト・サーキットでオランダグランプリが開催されるほか、サーキットをルートの一部としたザントフォールト・サーキット・ランが開催される。
その他サッカー、テニス、ホッケーなどのプロチームがある。